# Atlético Petróleos Luanda
L'Atlético Petróleos Luanda, sovint anomenat Petro Atlético Luanda, o símplement Petro Atlético, és un club de futbol futbol de la ciutat de Luanda, Angola.
Va ser fundat l'any 1980 i guanyà el seu primer títol nacional el 1982. Juga els seus partits a l'Estádio da Cidadela, amb capacitat per a 35.000 espectadors. Els seus colors són el groc, blau i vermell, per això el seu sobrenom dels tricolors.
El club disposa també de seccions de basquetbol i d'hoquei sobre patins.

## Palmarès
- Lliga angolesa de futbol: [2][3][4]
  - 1982, 1984, 1986, 1987, 1988, 1989, 1990, 1993, 1994, 1995, 1997, 2000, 2001, 2008, 2009, 2022, 2022/23, 2023/24, 2024/25
- Copa angolesa de futbol:[5][6][7][8][9]
  - 1987, 1992, 1993, 1994, 1997, 1998, 2000, 2002, 2012, 2013, 2017, 2021, 2022, 2023, 2024
- Supercopa angolesa de futbol: [10][11]
  - 1987, 1988, 1993, 1994, 2002, 2013

## Jugadors destacats
- Luís Delgado
- Flávio Amado
- Manucho
- Gilberto